# 장자자
장자자(중국어 간체자: 张嘉佳, 정체자: 張嘉佳, 병음: Zhāng Jiājiā, 1980년 6월 22일 ~ )는 중화인민공화국의 소설가, 영화 각본가, 영화 감독이다.

## 생애
장자자는 장쑤성 난퉁시 출신이다. 난징 대학 정보관리학과를 졸업하고 잡지 편집자, 텔레비전 편집 담당 감독으로 활동했다. 2005년에는 자신의 첫 소설인 《거의 영웅이 되었다》(幾乎成了英雄)를 발표하여 중국에서 10만 권이 인쇄되는 성과를 기록했다. 2011년에는 영화 각본가로 데뷔했고 영화 《신검전설》을 통해 제48회 금마장 최우수 각색 각본상 후보에 올랐다.
장자자는 2013년 7월부터 자신의 시나 웨이보 계정에 《잠들기 전에 읽는 이야기》(睡前故事) 시리즈 33편을 연재했다. 해당 시리즈가 게재된 장자자의 웨이보 계정은 중국에서 리트윗 수가 200만 번 이상에 달했고 해당 시리즈의 조회 수만 4억 번 이상에 달한다. 이 때문에 장자자는 중국에서 "이야기를 가장 잘 하는 사람"이라는 별칭을 갖게 된다. 2013년 11월에는 해당 시리즈를 엮은 소설인 《너의 세계를 지나칠 때》(從你的全世界路過)가 출간되었다. 이 책은 2014년에 중국에서 400만 권이 팔리는 성과를 기록했고 같은 해에 제9회 중국 작가 부호 목록 1위에 등극하게 된다.
장자자는 2014년 7월부터 8월까지 중국 장쑤 위성 텔레비전에서 방송된 커플 맞선 프로그램인 《비성물요》(非誠勿擾)의 대리 게스트로 출연했다. 2014년에는 '메시'라는 이름을 가진 반려견의 시각을 통해 개의 시각에 비친 사람의 인생 이야기를 소재로 한 소설인 《안녕하세요. 저는 소설가의 개이고 여기까지 타이핑하는 데 세 시간 걸렸습니다》(讓我留在你身邊)가 출간되었다.
장자자는 2015년 1월에 영화 《파도인》(擺渡人)의 각본과 감독을 맡으면서 영화 감독으로 데뷔했다. 2016년에는 중국의 영화 감독인 장이바이(張一白)가 장자자의 소설 《너의 세계를 지나칠 때》를 원작으로 하여 제작한 영화 《너의 세계를 지나칠 때》(從你的全世界路過)가 개봉되었다.